# Giuseppe Garibaldi (incrociatore 1936)
Il Giuseppe Garibaldi fu un incrociatore leggero della Regia Marina, seconda e ultima unità della classe Duca degli Abruzzi. Fu varato dai cantieri Riuniti dell'Adriatico nell'aprile 1936.
Dopo aver partecipato all'occupazione dell'Albania nell'aprile 1939, fu assegnato alla 1ª Squadra delle forze da battaglia italiane e fu così presente ai primi scontri navali contro la Royal Navy nel mar Mediterraneo durante la seconda guerra mondiale, senza cogliere particolari successi. Sopravvisse indenne alla notte di Taranto e, a fine marzo, fu tra le navi italiane coinvolte nella battaglia di Capo Matapan (30-31 marzo 1941), pur rimanendo al margine dell'azione principale. Colpito nel luglio 1941 dal siluro di un sommergibile britannico, fu rimesso in efficienza a fine anno e fu schierato in diverse operazioni di scorta ai convogli diretti al fronte nordafricano; servì anche in turni di difesa del traffico navale nelle acque greche. Tornato in acque italiane all'inizio del 1943, in maggio fu spostato a Genova per sfuggire ai crescenti bombardamenti aerei anglo-statunitensi; qui fu colto l'8 settembre 1943 dall'annuncio dell'armistizio tra l'Italia e gli Alleati. L'incrociatore salpò quindi con la squadra centrata sulla nave da battaglia Roma, uscì indenne dagli attacchi aerei tedeschi che distrussero la grande unità e si consegnò agli Alleati a Malta; durante il successivo periodo di cobelligeranza tra l'Italia e gli Alleati il Garibaldi conobbe solo una modesta operatività, servendo anche come trasporto veloce. 
Il trattato di pace di Parigi del 1947 confermò alla neonata Marina Militare il possesso di alcune delle unità ex regie, tra le quali il Giuseppe Garibaldi. L'incrociatore fu modificato più volte e, nel corso degli anni cinquanta, ne fu decisa la conversione a incrociatore missilistico: il lungo e complicato processo di trasformazione fu concluso nel 1961 alla Spezia, non senza critiche. Il Garibaldi divenne così il primo incrociatore lanciamissili a entrare in servizio nella Marina italiana e in una marina militare europea, ma nel decennio seguente svolse soprattutto funzioni di addestramento e rappresentanza. Posto in disarmo nel 1971 per tagli al bilancio della Marina, fu seriamente valutata l'ipotesi di farne una nave museo; fu, infine, radiato dal servizio quattro anni dopo e avviato alla demolizione nel 1978.

## Caratteristiche

### Protezione e propulsione

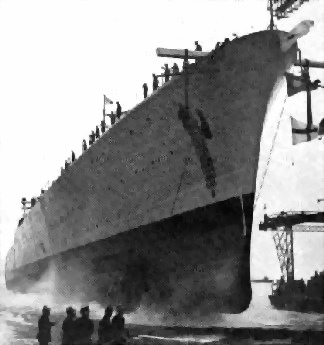
Il varo della nave

L'unità faceva parte della classe Duca degli Abruzzi, ultima serie degli incrociatori leggeri del tipo "Condottieri". Le navi di questa classe presentavano un perfetto equilibrio fra protezione, velocità, tenuta di mare e armamento, grazie all'esperienza acquisita dalla realizzazione delle precedenti classi; i miglioramenti introdotti richiesero un aumento del dislocamento, che per queste unità superò le 9 000 tonnellate in carico normale e le 11 100 tonnellate a pieno carico di combattimento, e un incremento di dimensioni: la lunghezza fuori tutto raggiungeva i 187 metri come nei precedenti classe Duca d'Aosta, ma nei Duca degli Abruzzi lo scafo presentava una larghezza maggiore di circa un metro e mezzo (17,5 metri contro 19 metri).
Particolare cura era stata posta nello studio della corazzatura. La protezione verticale era costituita da tre paratie, di cui la prima di 30 mm di acciaio al nichelcromo, la seconda di 100 mm di acciaio cementato che poggiava su un cuscino di legno con funzione ammortizzante, e una terza paratia di 12 mm con funzione di paraschegge. La protezione orizzontale era costituita da 40 mm per il ponte di batteria, mentre lo schema di protezione vede indicati anche 10-15 mm di acciaio del ponte di coperta (90 mm al basamento dei fumaioli); corazze curve dello spessore di 100 mm proteggevano i pozzi delle torri principali. La corazzatura raggiungeva un peso totale di circa 2 131 tonnellate, pari al 23% del dislocamento della nave: un valore quasi pari a quello degli incrociatori pesanti classe Zara, il che rendeva i Duca d'Aosta più che adatti ad azioni di squadra con la flotta da battaglia.
La sovrastruttura presentava i due fumaioli ravvicinati e due catapulte, una per lato, che permettevano di imbarcare da due fino a quattro idrovolanti da ricognizione marittima IMAM Ro.43, biplani biposto a galleggiante centrale e ali ripiegabili capaci di raggiungere circa i 300 km/h e con circa 1 000 chilometri di autonomia.
L'aumento delle dimensioni e del dislocamento richiese un aumento della potenza dell'apparato motore, basato su motori a vapore con due turbine tipo Belluzzo/Parsons alimentate dal vapore di otto caldaie a tubi d'acqua del tipo Yarrow/Regia Marina, con due caldaie in più rispetto alle precedenti realizzazioni della serie "Condottieri". In queste caldaie, alimentate a nafta, l'acqua fluiva attraverso tubi riscaldati esternamente dai gas di combustione, una configurazione che sfruttava il calore sprigionato dai bruciatori, dalle pareti della caldaia e dai gas di scarico. L'apparato motore forniva una potenza massima di 100 000 cavalli vapore e consentiva alla nave di raggiungere la velocità massima di 33-34 nodi; alle prove il Garibaldi arrivò a toccare i 34,78 nodi, ma soltanto a poco più di 8 600 t di dislocamento (circa 500 in meno rispetto a quello standard e 2 500 rispetto al pieno carico). Le navi potevano imbarcare oltre 1 600 tonnellate di nafta, che davano un'autonomia di 4 125 miglia alla velocità di 13 nodi e di 1 900 miglia a 31 nodi.

### Armamento

L'interno di una torre tripla da 152/55

L'armamento principale era costituito da dieci cannoni da 152/55 Ansaldo Mod. 1934, a culle indipendenti e caricamento semi-automatico, installati in quattro torri: una binata sovrapposta a una tripla sul castello di prua e similmente una binata sovrapposta a una tripla a poppa.
L'armamento antiaereo principale era costituito da otto cannoni da 100/47 mm OTO in quattro complessi scudati, utili anche in compiti antinave, ma che con l'aumento della velocità dei velivoli e con le nuove forme di attacco in picchiata si mostrarono insufficienti alla difesa aerea e rivelarono una certa utilità solo nel tiro di sbarramento; per ovviare a tali inconvenienti fu approntato un complesso singolo modello 90/50 mm A-1938 con affusto stabilizzato, che avrebbe dovuto armare anche la futura classe Costanzo Ciano di incrociatori leggeri.
L'armamento antiaereo secondario originale era costituito da otto cannoni automatici Breda 37/54 mm in quattro impianti binati e dodici mitragliatrici pesanti Breda Mod. 31 da 13,2/76 mm. Le prime si rivelarono particolarmente utili contro gli aerosiluranti e in generale contro i bersagli a bassa quota, mentre le seconde furono sostituite durante la guerra con altrettanti cannoni automatici da 20/70.
L'armamento silurante era composto da sei tubi lanciasiluri da 533 mm in due complessi tripli, rimossi poi nel 1945, e che trovavano posto in coperta circa a metà distanza fra i due fumaioli. Vi era infine un armamento antisommergibile costituito da due lanciatori per bombe di profondità, che su navi di queste dimensioni aveva essenzialmente funzione difensiva/deterrente.

## Servizio operativo

### Costruzione e prime missioni

Due viste del Garibaldi

L'impostazione dell'incrociatore leggero Giuseppe Garibaldi avvenne il 28 dicembre 1938 nel cantiere navale "San Marco" di Trieste della società Cantieri Riuniti dell'Adriatico; varato il 21 aprile 1936, fu consegnato alla Regia Marina il 20 dicembre 1937 e intitolato al condottiero e patriota Giuseppe Garibaldi, uno dei protagonisti del Risorgimento. La bandiera di combattimento fu consegnata il 13 giugno 1938 dalla città di Palermo e dalla Federazione Nazionale Volontari Garibaldini, dopo che il 5 maggio la nave aveva preso parte nel golfo di Napoli alla parata navale in onore del cancelliere tedesco Adolf Hitler, in occasione della sua visita in Italia.
La prima operazione bellica cui partecipò l'unità fu, nell'aprile 1939, l'occupazione dell'Albania: la Regia Marina schierò davanti alle coste albanesi una squadra navale al comando dell'ammiraglio Arturo Riccardi composta, oltre che dal Garibaldi, dagli incrociatori leggeri Luigi di Savoia Duca degli Abruzzi e Giovanni delle Bande Nere, dalle due navi da battaglia classe Conte di Cavour, dai quattro incrociatori pesanti classe Zara, da 13 cacciatorpediniere, 14 torpediniere e varie motonavi su cui erano imbarcati in totale circa 11 300 uomini, 130 carri armati e materiali di vario genere. A dispetto dell'imponente spiegamento di forze, l'azione delle navi italiane nei confronti dei timidi tentativi di reazione da parte albanese si limitò soltanto ad alcune salve sparate a Durazzo e a Santi Quaranta; le forze italiane incontrarono scarsissima resistenza e in breve tempo tutto il territorio albanese fu sotto il controllo italiano, con re Zog costretto all'esilio.

### 1940

I cannoni prodieri da 152/55 del Garibaldi brandeggiati a babordo

Al momento dell'entrata dell'Italia nella seconda guerra mondiale il 10 giugno 1940, il Garibaldi era in forza all'VIII Divisione incrociatori dell'ammiraglio Antonio Legnani con insegna sul gemello Duca degli Abruzzi, inquadrata nella I Squadra di base a Taranto. Nelle prime ore dell'11 giugno le due unità, assieme alla I Divisione incrociatori e alla IX e XVI Squadriglia cacciatorpediniere, salparono per fare rotta nella zona a sud di Creta, dove la ricognizione aerea aveva localizzato navi britanniche; tuttavia, alle 09:00 del 12, il Garibaldi e tutte le altre unità furono richiamate, poiché il contatto era stato perso. Nella giornata del 7 luglio lasciò la base con il resto della formazione per intercettare la Mediterranean Fleet britannica localizzata al largo delle coste calabresi. Il 9 luglio, al comando del capitano di vascello Stanislao Caraciotti, l'unità prese parte alla battaglia di Punta Stilo: l'VIII Divisione entrò in contatto balistico alla notevole distanza di 20 000 metri con gli incrociatori della Force A britannica dell'ammiraglio di squadra John Tovey, e nel corso del cannoneggiamento schegge di proiettili sparati dal Garibaldi raggiunsero l'incrociatore HMS Neptune della Royal Navy, danneggiandone sia la catapulta che l'idrovolante imbarcato (quest'ultimo in modo irreparabile). Alle 15:31 il contatto tra gli incrociatori cessò per l'intervento delle rispettive navi da battaglia. Portatasi a Bengasi, la mattina del 19 luglio l'VIII Divisione incrociatori, assieme a diversi cacciatorpediniere e torpediniere, lasciò il porto libico di scorta a un convoglio che due giorni dopo raggiunse senza contrasto Napoli.
Tra il 29 agosto e il 5 settembre 1940 il Garibaldi prese parte, con gran parte delle unità della I Squadra insieme ad altre partite da Messina e da Brindisi, a un'azione di contrasto dell'operazione Hats, una missione di rifornimento della Royal all'isola di Malta; l'azione vide per la prima volta l'impiego delle due nuove navi da battaglia italiane della classe Littorio (Vittorio Veneto e Littorio) ma non fu stabilito alcun contatto con il nemico anche a causa di una violenta burrasca, che costrinse al rientro le navi italiane non potendo i cacciatorpediniere reggere il mare. Il successivo 29 settembre il Garibaldi partecipò a una sortita della flotta volta a portare l'attacco al convoglio britannico MB 5, diretto a Malta: le forze britanniche furono attaccate dagli aerosiluranti della Regia Aeronautica, ma anche questa volta le forze navali di superficie italiane non riuscirono a stabilire un contatto e i britannici portarono a termine la missione.
Il Garibaldi fu poi presente, ormeggiato nel Mar Piccolo, agli eventi della notte di Taranto dell'11-12 novembre 1940, nel corso dei quali aerosiluranti decollati da una portaerei britannica spintasi nel golfo di Taranto danneggiarono gravemente le navi da battaglia Conte di Cavour, Duilio e Littorio. Nella stessa sera dell'11 novembre alcuni incrociatori e cacciatorpediniere britannici si distaccarono dalla flotta principale che stava dirigendosi verso il golfo di Taranto e si diressero verso il canale d'Otranto per intercettare il traffico italiano verso l'Albania, affondando un convoglio italiano diretto a Valona; usciti indenni dal raid britannico su Taranto, gli incrociatori Duca degli Abruzzi e Garibaldi con i cacciatorpediniere della VII e VIII Squadriglia tentarono di inseguire la formazione britannica ma non riuscirono a stabilire il contatto. Nelle settimane successive l'VIII Divisione pattugliò spesso il Canale d'Otranto ed effettuò qualche bombardamento sulle postazioni greche all'estremità sud-occidentale del fronte albanese.

### 1941
Dopo il trasferimento nella base di Brindisi avvenuto il 1º marzo, il Garibaldi e il Duca degli Abruzzi salparono la sera del 26, accompagnati dalla XVI Squadriglia (Nicoloso da Recco, Emanuele Pessagno) per partecipare alla sortita in massa della Regia Marina nelle acque del Mediterraneo orientale; missione conclusasi con la grave sconfitta patita nella battaglia di Capo Matapan: inizialmente destinati a compiere un'incursione a nord di Creta assieme alla I Divisione incrociatori, furono riassegnati all'azione principale nelle acque di Gaudo, arrivando però troppo tardi per partecipare allo scontro. Dopo il siluramento della nave da battaglia Vittorio Veneto, i due incrociatori furono distaccati a nord del gruppo principale per intercettare un possibile attacco di unità siluranti da quella direzione. Rientrarono senza problemi a Brindisi nel pomeriggio del 29 marzo.

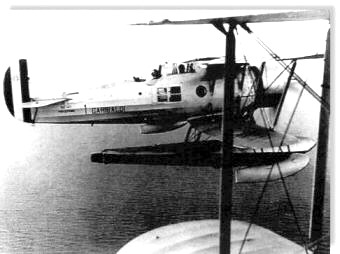
L'idrovolante da ricognizione IMAM Ro.43 imbarcato sul Garibaldi, con il nome della nave leggibile sulla coda

Il successivo 8 maggio il Garibaldi partecipò a un'azione di contrasto all'operazione Tiger, con cui i britannici, tramite un convoglio diretto ad Alessandria d'Egitto da Gibilterra, si proponevano di rifornire di carri armati, aerei e carburante le loro forze impegnate nella campagna del Nordafrica. I britannici evitarono lo scontro navale con la flotta italiana, che era uscita per intercettare il convoglio senza però riuscire a stabilire il contatto, e riuscirono così a portare al termine con successo la missione di rifornimento delle proprie truppe in Egitto. Il 28 luglio il Garibaldi, mentre era in navigazione al largo delle coste siciliane nei pressi dell'isola di Marettimo in squadra con l'incrociatore Raimondo Montecuccoli e due cacciatorpediniere, fu silurato dal sommergibile HMS Upholder: il battello lanciò quattro siluri, tre dei quali furono evitati grazie al tempestivo avvistamento da parte di una vedetta del cacciatorpediniere Bersagliere, ma un ordigno centrò l'incrociatore a proravia delle torri prodiere. Pur imbarcando 700 tonnellate d'acqua, il Garibaldi rimase a galla e riuscì a raggiungere Palermo, venendo trasferito poi a Napoli per lavori di riparazione protrattisi per i successivi quattro mesi.
Il 20 novembre l'incrociatore si trovò a partecipare a una missione di scorta: da Napoli salparono, diretti a Bengasi, due convogli composti in totale da cinque piroscafi e una petroliera, con la scorta a distanza della III e VIII Divisione incrociatori e di dodici cacciatorpediniere, mentre altri due cacciatorpediniere e due torpediniere formavano la scorta diretta. Il 21 novembre un ricognitore britannico avvistò la formazione italiana a sud dello stretto di Messina e diresse su di essa alcuni sommergibili: dopo che il sommergibile HMS Utmost ebbe silurato il Trieste, che gravemente danneggiato riuscì a raggiungere il giorno dopo Messina, e dopo che anche il Duca degli Abruzzi ebbe subito danni non gravi in un attacco notturno di un aerosilurante britannico, il convoglio fu fatto rientrare a Taranto. Il Garibaldi e due cacciatorpediniere furono distaccati per scortare il danneggiato Duca degli Abruzzi: la formazione fu varie volte attaccata da velivoli britannici provenienti da Malta, ma nessuna delle unità italiane fu danneggiata.

### 1942
Dal 3 al 5 gennaio 1942 l'incrociatore partecipò all'operazione M.43, volta a far giungere contemporaneamente in Libia tre convogli sotto la protezione diretta e indiretta della maggior parte delle forze navali; l'operazione fu portata a termine senza perdite, come pure la successiva operazione V.5 in marzo durante la quale il Garibaldi scortò a distanza insieme all'Eugenio di Savoia un gruppo di tre convogli diretti a Tripoli. Tra il 2 e il 3 maggio l'incrociatore si trasferì nella base di Messina, salvo però rientrare a Taranto dopo il pesante bombardamento del porto di Messina avvenuto tra il 27 e il 28 maggio. Pochi giorni dopo, il Garibaldi si ritrovò coinvolto negli eventi della battaglia di mezzo giugno: il 14 le unità della VIII Divisione incrociatori, composta per l'occasione dal Garibaldi e dall'Emanuele Filiberto Duca d'Aosta, nave di bandiera dell'ammiraglio Raffaele de Courten, salparono da Taranto con la I Squadra comandata dall'ammiraglio Iachino, diretta a intercettare un grosso convoglio britannico diretto a Malta da Alessandria d'Egitto. Non fu registrato alcun contatto con le navi nemiche e la squadra di Iachino perse anche l'incrociatore Trento silurato da un sommergibile britannico, ma la presenza in mare delle unità italiane convinse i britannici ad annullare la missione e nessun cargo raggiunse Malta.
Il successivo 2 luglio il Garibaldi, con il Duca degli Abruzzi, il Duca d'Aosta e i cacciatorpediniere Alpino, Bersagliere, Corazziere e Mitragliere, fu dislocato a Navarino in Grecia meridionale per la protezione del traffico nel Mar Mediterraneo orientale. Per i successivi quattro mesi questa formazione fu incaricata di vigilare sui convogli diretti ai porti in Cirenaica, ma non ingaggiò mai battaglia dato che le unità di superficie della Mediterranean Fleet non si fecero vedere. Tra il 9 e l'11 novembre l'incrociatore fu trasferito prima nella base di Augusta e poi a Messina.

### 1943

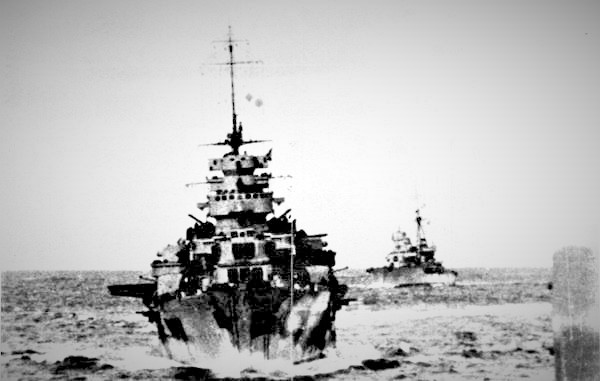
Il Garibaldi in navigazione di guerra nell'agosto 1943

Il 31 gennaio 1943, mentre si trovava a Messina, la nave fu raggiunta da schegge di bomba durante un attacco aereo sul porto, che causarono delle vittime a bordo; tra il 3 e il 5 maggio la nave fu trasferita a Genova. All'inizio di agosto, l'ammiraglio Giuseppe Fioravanzo, che il precedente 14 marzo aveva assunto il comando dell'VIII Divisione, ebbe il compito di bombardare Palermo, da qualche giorno caduta in mano alle truppe degli Alleati: la missione ebbe inizio la sera del 6 agosto 1943 quando l'ammiraglio, con la divisione formata dal Garibaldi e dal Duca d'Aosta, lasciò Genova per La Maddalena. La sera del giorno successivo la Divisione lasciò La Maddalena con l'obiettivo di attaccare le navi alleate alla fonda dinanzi a Palermo; il Garibaldi ebbe però problemi all'apparato motore per cui non poteva sviluppare più di 28 nodi di velocità. Dopo l'avvistamento da parte della ricognizione aerea di navi sconosciute in rotta verso la divisione, Fioravanzo, ritenendo che avrebbe dovuto scontrarsi con una forza navale avversaria in condizioni di netta inferiorità, rinunciò al compimento della missione rientrando alla Spezia alle 18:52 dell'8 agosto.
Alle 17:00 del 9 agosto i due incrociatori lasciarono La Spezia diretti a Genova, scortati dai cacciatorpediniere Mitragliere, Carabiniere e Vincenzo Gioberti. La formazione, mentre procedeva nella navigazione con il Mitragliere in testa, i due incrociatori in linea di fila e il Carabiniere e il Gioberti, rispettivamente, a sinistra e a dritta degli incrociatori, subì un agguato a sud di Punta Mesco tra Monterosso e Levanto dal sommergibile britannico HMS Simoom che lanciò sei siluri contro le unità italiane: due degli ordigni colpirono a poppa il Gioberti che, spezzato in due, affondò in breve tempo. Il Carabiniere rispose lanciando bombe di profondità che danneggiarono i tubi di lancio poppieri del battello britannico, dopodiché la formazione proseguì verso Genova dove giunse in serata.

### Armistizio e cobelligeranza

La nave nel 1944 durante la cobelligeranza in pattugliamento nell'Atlantico

Alla proclamazione dell'armistizio di Cassibile la nave si trovava a Genova, da dove quella sera partì insieme al Duca d'Aosta, Duca degli Abruzzi e alla torpediniera Libra per ricongiungersi al gruppo navale proveniente dalla Spezia guidato dall'ammiraglio Carlo Bergamini, per poi consegnarsi agli Alleati a Malta assieme alle altre unità navali italiane provenienti da Taranto. Durante il trasferimento, la nave da battaglia Roma, ammiraglia di Bergamini, fu colpita e affondata nel pomeriggio del 9 settembre al largo dell'Asinara da una bomba planante Ruhrstahl SD 1400 sganciata da un Dornier Do 217 della Luftwaffe. A prendere il comando della flotta diretta a Malta fu l'ammiraglio Romeo Oliva, con insegna sull'Eugenio di Savoia, e il gruppo giunse a Malta l'11 settembre ricongiungendosi alle unità provenienti da Taranto al comando dell'ammiraglio Alberto da Zara. Dopo aver sostato a Malta in attesa della definizione della situazione italiana, tra il 4 e il 5 ottobre il Garibaldi si trasferì a Taranto insieme a gran parte delle navi italiane che si erano consegnate agli Alleati.
Durante la cobelligeranza l'incrociatore fu schierato nell'Atlantico centrale, dove prese parte, insieme al Duca degli Abruzzi e al Duca d'Aosta, ad azioni di pattugliamento contro i violatori di blocco tedeschi; il 18 marzo 1944 il Garibaldi raggiunse Freetown dove gli altri due incrociatori erano dislocati sin dal novembre precedente. Il ciclo operativo del Garibaldi in Atlantico fu molto breve, visto che già il 23 marzo fu richiamata in patria, facendo rientro a Taranto il 3 aprile dopo una sosta a Gibilterra dove fu imbarcato un radar britannico da installare in arsenale. Al suo rientro in Italia l'incrociatore fu utilizzato per trasportare truppe nazionali in Sardegna e anglo-statunitensi in Egitto, Marocco e Malta. Durante il periodo della cobelligeranza la nave fu ritinteggiata secondo le norme in uso tra gli Alleati, con lo scafo grigio scuro e le sovrastrutture grigio celestino; le principali modifiche alle dotazioni compresero l'installazione di un apparato radar di fabbricazione britannica Type 286 o Type 291, con una piccola antenna a X collocata sull'albero di maestra, e l'imbarco al posto degli impianti lanciasiluri di due cannoni da 100/47 mm, da impiegarsi nel tiro di proiettili illuminanti.
Dal giugno 1940 al settembre 1943 il Garibaldi prese parte a 51 missioni di guerra, per un totale di 24 047 miglia percorse. Alla fine del conflitto le miglia percorse erano salite a quasi 50 000.

## Dopoguerra

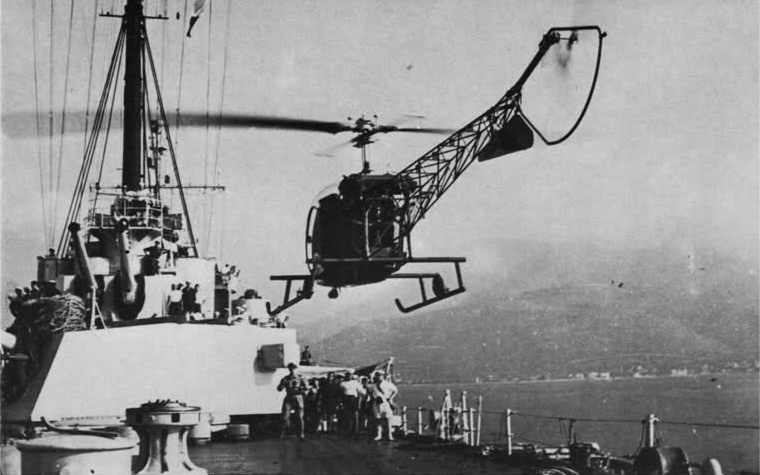
L'appontaggio di un Bell 47 sul ponte del Garibaldi durante le esercitazioni nel Golfo di Gaeta

Insieme al gemello Duca degli Abruzzi, al Luigi Cadorna e al Montecuccoli, il Garibaldi costituì la dotazione degli incrociatori concessi alla Marina Militare italiana dalle clausole del trattato di pace, con il Cadorna messo però quasi subito in disarmo e il Montecuccoli trasformato in nave scuola per gli allievi dell'Accademia navale di Livorno.
Nel 1946 furono rimossi dall'incrociatore gli idrovolanti e le catapulte, mentre fu aggiunto un radiotelemetro NSA 1 di fabbricazione britannica. Tra il 1947 e il 1948 il Garibaldi fu sottoposto a dei lavori di ammodernamento, nel corso dei quali furono effettuate lievi modifiche alla sovrastruttura; sull'albero di trinchetto comparve un radar statunitense S.O. 8 e su quello di maestra un radar parabolico SK 42, adottato anche dagli incrociatori San Marco, Duca degli Abruzzi e San Giorgio; per posizionare quest'ultimo, l'altezza dell'albero fu abbassata. Furono anche aggiunti, nel 1947, altri due cannoni da 100/47 mm per il tiro illuminante, collocati nella posizione prima occupata dai lanciasiluri; l'armamento secondario dopo i lavori fu così configurato su dieci cannoni da 152/55 mm, dieci cannoni da 100/47 mm, dodici pezzi automatici da 37/54 mm, quattro mitragliere da 20/70 mm Oerlikon e quattro cannoni automatici da 20/65 mm.

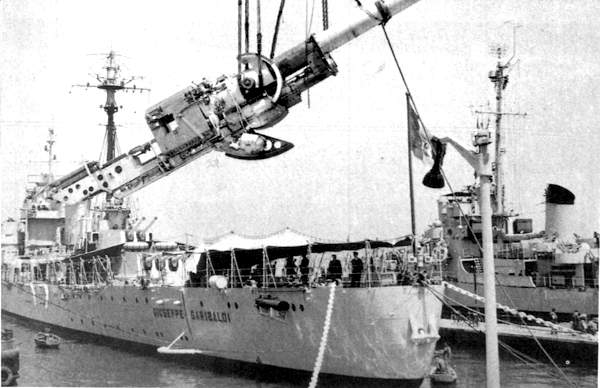
Sbarco di un cannone da 152/55 dall'incrociatore durante i lavori di ricostruzione

A bordo dell'unità fu poi eretta una piattaforma per elicotteri, su cui nell'estate del 1953 un apparecchio Bell 47 effettuò al largo di Gaeta una serie di prove di appontaggio e decollo; l'esito positivo delle prove indusse la Marina Militare a dotarsi di unità navali polivalenti equipaggiate di elicotteri antisommergibile e delle relative attrezzature quali ponte di volo e hangar del tipo fisso o telescopico, vista anche la necessità di contrastare la minaccia sempre più concreta rappresentata dalla flotta subacquea sovietica (i cui battelli avevano iniziato proprio in quegli anni a fare la loro comparsa nel Mediterraneo operando dalla base albanese di Valona). In seguito furono eseguiti ulteriori lavori al torrione e all'apparecchiatura elettronica di scoperta, con l'adozione di un radar di navigazione di modello statunitense tipo S.O. 13 poi sostituito con un modello italiano prodotto dalla S.M.A., e di un radar di ricerca aerea, pure statunitense, la cui grossa antenna parabolica venne montata sull'albero poppiero.
Dopo i lavori di ammodernamento, il Garibaldi svolse compiti di unità ammiraglia per i gruppi navali italiani, avendo modo di partecipare all'importante manovra di addestramento "Grand Slam" delle forze navali NATO. In considerazione dello stato di tensione diplomatica tra Italia e Jugoslavia circa la ripartizione del cosiddetto "Territorio Libero di Trieste", nell'agosto 1953 il Garibaldi e il Duca degli Abruzzi furono schierati nella zona dell'alto Adriatico come parte di un gruppo navale italiano tenuto pronto qualora la contesa fosse sfociata in guerra aperta tra le due nazioni; il gruppo navale fu poi sciolto nel dicembre seguente quando la tensione tra i due Stati andò calando. Il Garibaldi fu posto in riserva ad aprile 1954, e in dicembre fu inviato nell'Arsenale militare marittimo della Spezia per intraprendere estesi lavori di ammodernamento volti a trasformare l'unità in incrociatore missilistico. Fino al 1957 fu sottoposto a lavori di smantellamento tali da ridurlo allo scafo nudo: tutte le artiglierie e gli apparati sensori vennero sbarcati, e le sovrastrutture originarie furono completamente rimosse. I lavori di ricostruzione e trasformazione veri e propri iniziarono nel 1957 e in questo periodo, con il Cadorna già andato in disarmo e il Montecuccoli che svolgeva attività prevalentemente addestrativa, il Duca degli Abruzzi rimase il solo incrociatore a svolgere attività di squadra, ricoprendo il ruolo di ammiraglia della flotta.

## Incrociatore lanciamissili

### La ricostruzione
L'origine dei lavori di trasformazione del Garibaldi si dovette all'imporsi, negli anni cinquanta, del missile come strumento unico e necessario per la difesa a lungo e medio raggio dalla costante e seria minaccia aerea, rappresentata da velivoli di nuova generazione sempre più sofisticati contro i quali l'artiglieria di bordo non era più adatta. La Marina Militare, seguendo l'esempio della United States Navy che nel 1956 aveva modificato l'armamento di due incrociatori della classe Baltimore della seconda guerra mondiale dotandoli di due impianti per il lancio di missili RIM-2 Terrier, colse l'occasione dei lavori di ammodernamento dell'incrociatore Garibaldi per convertirlo nella prima, e sperimentale, unità lanciamissili italiana.

#### Scafo e propulsione

Il Garibaldi durante le prove macchine

I lavori furono condotti dall'arsenale della Spezia e completati nel 1961. Il Garibaldi raggiunse un dislocamento standard di 9 195 tonnellate e di 11 350 tonnellate a pieno carico, con una immersione media di 6,7 metri. La ricostruzione riguardò parzialmente lo scafo, che conservò le dimensioni originarie, e l'intera sovrastruttura: fu realizzata una radicale trasformazione della struttura della plancia e del complesso plancia/torrione, oltre all'eliminazione di uno dei due fumaioli. Le modifiche allo scafo riguardarono la poppa, che divenne del tipo a specchio leggermente inclinata, e la chiusura delle aperture a murata per consentire l'installazione di un sistema di difesa NBC, volto a impedire l'infiltrazione all'interno dello scafo di aria o acqua contaminate da agenti esterni; fu lasciata solamente la fila di oblò superiore del castello di prora. La trasformazione comportò la costruzione di un castello lungo circa 90 metri raccordato verso poppa con un'ampia tuga; le modifiche alla struttura dello scafo resero possibile un aumento del volume e il miglioramento dell'assetto idrodinamico della nave. Infine, furono eseguiti interventi volti a migliorare l'abitabilità dell'unità, in particolare l'installazione di un impianto di ventilazione e condizionamento dell'aria (seppur non in tutti i locali interni dello scafo) e una riorganizzazione generale degli alloggi e degli spazi di uso comune dell'equipaggio.
L'apparato propulsivo le due caldaie della zona poppiera lasciando però inalterata la disposizione degli altri locali macchine; essendo stato rimosso uno dei due fumaioli fu necessario modificare sia il percorso delle condotte di scarico delle sei caldaie rimaste, sia altre sistemazioni ausiliarie e fu giocoforza allargare la base dell'unico fumaiolo rimasto; in seguito, il fumaiolo fu allungato per evitare che i fumi interferissero con l'apparato di sensori di bordo. La potenza erogata scese a 85 000 cavalli vapore e la velocità massima a 30 nodi. Si ebbe anche una riduzione del consumo di combustibile, portando l'autonomia della nave a 4 500 miglia nautiche a una velocità di 18 nodi, mentre in conseguenza delle modifiche allo scafo e alle diverse sistemazioni di bordo la dotazione massima di combustibile scese a 1 700 tonnellate. Per far fronte alle maggiori esigenze di energia derivate dall'adozione dei nuovi impianti meccanici ed elettronici, fu necessario installare ex novo quattro turboalternatori Tosi-Brown Boveri e due Diesel-alternatori FIAT-Brown Boveri che generavano corrente alternata a 440 volt per una potenza complessiva superiore a 4 000 Kw (sufficienti a illuminare una città di 200 000 abitanti).

#### Sensori e dotazioni elettroniche

I missili Terrier con i radar di tiro AN/SPG-55 e il radar di scoperta aerea Argos 5000 del Garibaldi

Le elettroniche principali trovarono posto principalmente in due grandi alberi a traliccio quadripodi. Sul primo dei due tralicci, posto alla sommità del complesso plancia-torrione e ispirato a quello degli incrociatori classe Boston, trovavano posto il radar di sorveglianza aerea tridimensionale a scansione di frequenza (FRESCAN) AN/SPS-39 (adottato su tutte le prime unità lanciamissili della NATO), il radar bidimensionale di sorveglianza aeronavale Westinghouse AN/SPS-6, il radar di sorveglianza di superficie SET-6B e il radar di navigazione SMA CFL3-C25. Sul secondo traliccio, posto a poppavia del fumaiolo, fu piazzato il radar di scoperta aerea Selenia Argos 5000 di fabbricazione italiana che, in condizioni favorevoli, consentiva di individuare bersagli fino a una distanza di 500 miglia. Il radar AN/SPS-39 all'epoca era l'unica apparecchiatura navale a tre dimensioni, escludendo il britannico Type 984 peraltro molto più pesante, ad adoperare una sola antenna per ottenere i dati relativi a quota, distanza e rilevamento dei velivoli; per comandare la piattaforma dell'antenna radar, il FRESCAN disponeva di leggeri stabilizzatori elettronici che garantivano un funzionamento continuo e accurato indipendentemente dal rollio e dal beccheggio della nave. Il radar AN/SPS-6, realizzato in varie versioni per la scoperta aeronavale con portata di 250 chilometri, fu il sistema che determinò una svolta decisiva verso una standardizzazione e modernizzazione della componente radar delle unità negli anni cinquanta, e a partire dal 1954 fu imbarcato da tutte le unità di squadra in servizio a eccezione del Garibaldi, su cui apparve solo al termine dei lavori di trasformazione.
La sommità della tuga ospitava i radar di illuminazione e guida Sperry-RCA AN/SPG-55 asserviti alla rampa di lancio binata Mk 9 Mod. 1 del sistema Terrier. Completavano la dotazione elettronica dell'unità cinque direzioni di tiro stabilizzate, di produzione italiana, cui erano asservite tutte le artiglierie, con i rispettivi radar: la direzione dei cannoni OTO/Ansaldo 135/45 era posta sul cielo della plancia e quelle cui erano asserviti i cannoni da 76/62 erano collocate in due coppie poste sul torrione ai lati della stessa plancia e ai lati del fumaiolo. In particolare le direzioni di tiro situate sul torrione, lateralmente al traliccio, si differenziavano dalle restanti tre per avere due antenne paraboliche anziché una, in quanto sfruttavano l'effetto Doppler. Le torri singole da 76/62 erano raggruppate in unità di fuoco costituite ognuna da una direzione di tiro e da due cannoni; ognuna aveva un suo settore di sorveglianza e di azione e poteva intervenire anche senza ordini dalla centrale operativa qualora il proprio radar avesse avvertito per primo la presenza del nemico. Le torri binate da 135/45 mm e relativa direzione di tiro, se non impegnate per il tiro antiaereo a media distanza, venivano utilizzate per incrementare il fuoco nel settore più pericoloso.
La "Centrale Operativa di Combattimento", cuore del sistema di difesa e attacco dell'unità, elaborava inviati i segnali ricevuti dai radar, determinando il moto dei bersagli. La nave disponeva di un sistema automatico di tracciamento e di rappresentazione della situazione aerea generale, di un locale per le contromisure elettroniche con una Centrale Antidisturbo Radio e una Centrale Assegnazione Designazione Tiro (C.A.D.T.), che elaborava automaticamente i dati forniti dagli apparati di scoperta distribuendo e assegnando le armi nel modo migliore, assicurando un corretto impegno dei bersagli. Per la difesa dalle mine a bordo vi era un impianto di demagnetizzazione.

#### Armamento strategico

Veduta di due portelli dei pozzi di lancio per i missili Polaris a poppa del Garibaldi

La parte più consistente di lavori allo scafo riguardò l'estremità della tuga, dove furono allestiti i pozzi di lancio per quattro missili balistici statunitensi UGM-27 Polaris: potenzialmente dotabili di testata nucleare, tali missili avevano lo scopo di fornire alla Marina Militare italiana una capacità di deterrenza strategica, ulteriormente incrementabile tramite il successivo programma di realizzazione interamente nazionale del missile balistico Alfa, molto simile allo statunitense Polaris.
La presenza dei pozzi per il lancio di missili tipo Polaris a bordo del nuovo Garibaldi aveva una grande valenza tecnica. La fase di sperimentazione dei missili negli anni 1950, come proseguimento dello sviluppo di quelli realizzati in Germania verso la fine del secondo conflitto mondiale, aveva avuto termine alla fine del decennio e reso possibile utilizzare missili balistici da unità di superficie, per contrapporre una valida minaccia contro obiettivi nemici a grande distanza. In tale contesto furono sviluppati i missili Polaris, dei quali si prevedeva e si studiava la possibilità dell'imbarco su navi mercantili. Gli Stati Uniti avevano progettato all'uopo la "NATO MLF" (Multi Lateral Force), una forza navale costituita da 25 mercantili da 18 000 tonnellate, con una velocità di 20 e più nodi e un'autonomia di oltre 100 giorni, modificati per trasportare 200 missili Polaris e dotati di equipaggi internazionali forniti dai membri della NATO. La soluzione si mostrò tecnicamente troppo ostica per essere adottata, per cui con l'avvento della propulsione nucleare a bordo di sottomarini si scelse questo mezzo come vettore, meno intercettabile ma economicamente molto più oneroso. I primi esempi di sottomarini lanciamissili balistici a propulsione nucleare stavano entrando in servizio proprio in quegli anni, e il primo lancio in immersione di un Polaris venne effettuato dallo USS George Washington il 20 luglio 1960.

Il lancio di un simulacro inerte di missile Polaris dal Garibaldi

La Marina Militare, nonostante tutto, era fermamente convinta che il lancio di missili Polaris potesse essere effettuato anche da navi di superficie, con soluzioni molto più convenienti sotto il profilo dei costi di realizzazione; si colse l'occasione dei lavori di trasformazione del Garibaldi per rendere esecutivo questo progetto, che fu realizzato con un costo equivalente alle spese da sostenere per l'acquisto di uno dei nuovi cannoni da 76/62 mm antiaerei. All'epoca l'uso dei sottomarini per il lancio di tali missili era motivo di dubbi, mentre il Garibaldi con le sue strutture poteva rappresentare la soluzione tecnica del problema; le inedite soluzioni adottate per i pozzi di lancio dei missili Polaris, molto più convenienti sotto il profilo economico, suscitarono molta curiosità da parte della United States Navy, eventualmente interessata a riprendere l'idea.
Le strutture necessitarono dei dovuti adeguamenti per resistere alle sollecitazioni termo-meccaniche: infatti, mentre per i Polaris installati nei sottomarini il lancio avveniva "a freddo" (cioè espellendo il missile mediante un getto di aria compressa prima dell'accensione del motore del primo stadio), sul Garibaldi i missili avrebbero dovuto essere lanciati "a caldo", utilizzando cioè una carica esplosiva, per cui occorreva uno spazio in cui fare sfogare gli effetti dell'esplosione. I pozzi di lancio, lunghi circa 8 metri, avevano un diametro di 2 metri e i portelloni che si aprivano ruotando verso l'asse di simmetria della nave. Il progetto delle sistemazioni dei quattro pozzi di lancio dei Polaris in una zona precedentemente occupata da depositi e cale di varia destinazione fu curato dall'allora capitano di vascello Glicerio Azzoni, e riguardava sia le sistemazioni strutturali per il lancio, sia la collocazione di tutti gli impianti e delle apparecchiature necessarie all'impiego dei missili, quali le strumentazioni per la navigazione e il complesso delle unità di calcolo. Tali sistemazioni trovarono posto in locali adiacenti a quelli dei pozzi, che per buona parte erano compresi sotto la linea di galleggiamento, in una zona delimitata da paratie stagne e un triplo fondo, lunga complessivamente circa 14 metri e dotata di protezioni laterali.
I lavori sull'apparato missilistico cominciarono all'inizio del 1960 e richiesero circa sei mesi. Dopo le prove di collaudo dei pozzi, seguirono i lanci di simulacri inerti e lanci di collaudo di simulacri autopropulsi, sia a nave ferma che in movimento. Il primo lancio di un simulacro avvenne il 31 agosto 1963 nel Golfo della Spezia ma, sebbene le prove avessero dato tutte esito positivo, i missili non vennero mai forniti dagli Stati Uniti: motivazioni di natura politica (proliferazione nucleare eccessiva anche tra gli alleati della NATO) ne impedirono la prevista acquisizione e i pozzi, alla fine vennero utilizzati, come depositi di materiale. Il programma per lo sviluppo di un missile balistico di produzione italiana, l'Alfa, pur portato avanti a partire dal 1971 e continuato fino al 1976 anche con alcuni lanci di prototipi presso il poligono sperimentale e di addestramento interforze di Salto di Quirra, fu infine abbandonato quando, su pressione degli Stati Uniti, l'Italia aderì al Trattato di non proliferazione nucleare.

#### Armamento balistico e missilistico

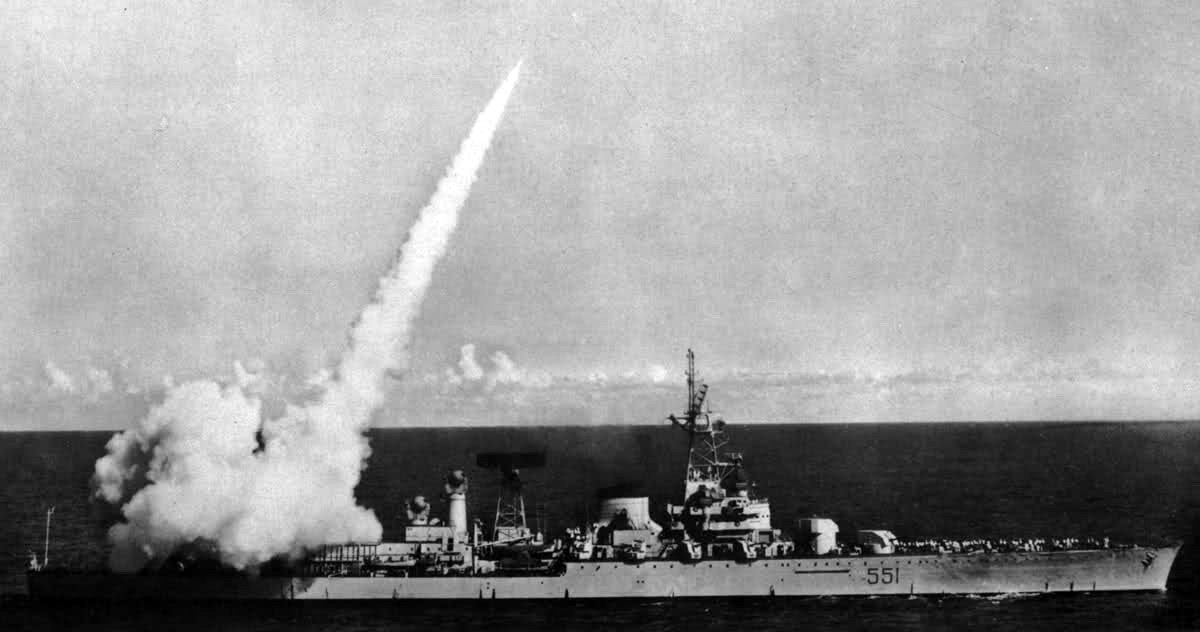
Il primo lancio di un missile Terrier dalla nave

Radicalmente cambiato fu anche il resto dell'armamento della nave; in particolare, l'installazione a poppa di una rampa binata armata con il sistema missilistico statunitense RIM-2 Terrier fece del Garibaldi il primo incrociatore lanciamissili a entrare in servizio in una marina militare europea.
La difesa contro l'aggressione aerea a media e lunga distanza era affidata a un sistema missilistico in grado di lanciare una coppia di missili a doppio stadio, che potevano essere simultaneamente guidati verso due distinti bersagli. I missili Terrier erano all'epoca quanto di meglio esistesse nella categoria: concepito come missile da difesa aerea di navi di medio-grande dislocamento, il Terrier derivava dal missile superficie-aria RIM-8 Talos. Per la propulsione avevano un booster di accelerazione, quattro grandi alette stabilizzatrici e un razzo, anch'esso a propellente solido, nella parte posteriore; il missile raggiungeva una velocità bisonica e aveva una portata massima di 32 chilometri. La testata, dal peso di circa 100 chilogrammi, era a frammentazione e sistemata più o meno a metà del missile; il sistema di caricamento della rampa era completamente automatico, consentendo il lancio di due missili ogni 20 secondi. Il sistema di lancio era supportato da un complesso di apparecchiature elettroniche: il radar Argos 5000 aveva il compito di agganciare il bersaglio a lunga distanza per poi passarlo al radar tridimensionale AN/SPS-39, che stabiliva direzione, distanza e quota con maggiore precisione; i due sistemi guida missili avevano il compito di guidare, lungo il raggio di emissione elettromagnetico, l'ordigno fino a colpire il bersaglio. Il sistema era gestito dalla Centrale Operativa di Combattimento, mediante un processo di acquisizione e coordinamento dei dati.

I cannoni da 76/62 del Garibaldi e i relativi radar di tiro

Il nuovo armamento di artiglieria si basava su quattro cannoni da 135/45 mm in due torrette binate e otto cannoni Oto Melara 76/62 MMI "Allargato" in impianti singoli. Le torrette dei calibri principali trovavano posto nella zona di prua, andando a sostituire le due torrette da 152/55 precedenti, mentre i cannoni da 76/62 erano collocati, quattro per ogni lato, sui due fianchi del complesso torrione-fumaiolo. I cannoni da 135 mm, che nel Garibaldi furono installati in torrette completamente automatizzate, erano capaci di una gittata di 19,6 km e una cadenza di fuoco di 6 colpi al minuto, ma per quanto in grado di eseguire tiri assai precisi erano tuttavia privi di una soddisfacente capacità antiaerea, se non di tiro di sbarramento, per via dell'alzo non superiore a 45°. Il cannone da 76/62 MMI era un'arma antinave/antiaerea, con la canna raffreddata ad acqua e manovra elettrica e idraulica con sistema di emergenza manuale; la gittata, che con proiettili ad alto esplosivo dal peso di 6,296 kg raggiungeva i 18,4 km a un alzo di 45°, all'alzo massimo di 85° scendeva a 4 km. La velocità di brandeggio era di 70° al secondo e quella d'alzo di 40° al secondo. La torretta accoglieva un membro dell'equipaggio. Il cannone era l'evoluzione del modello SMP 3 che era stato imbarcato sulle corvette classe Albatros.

### Rientro in servizio

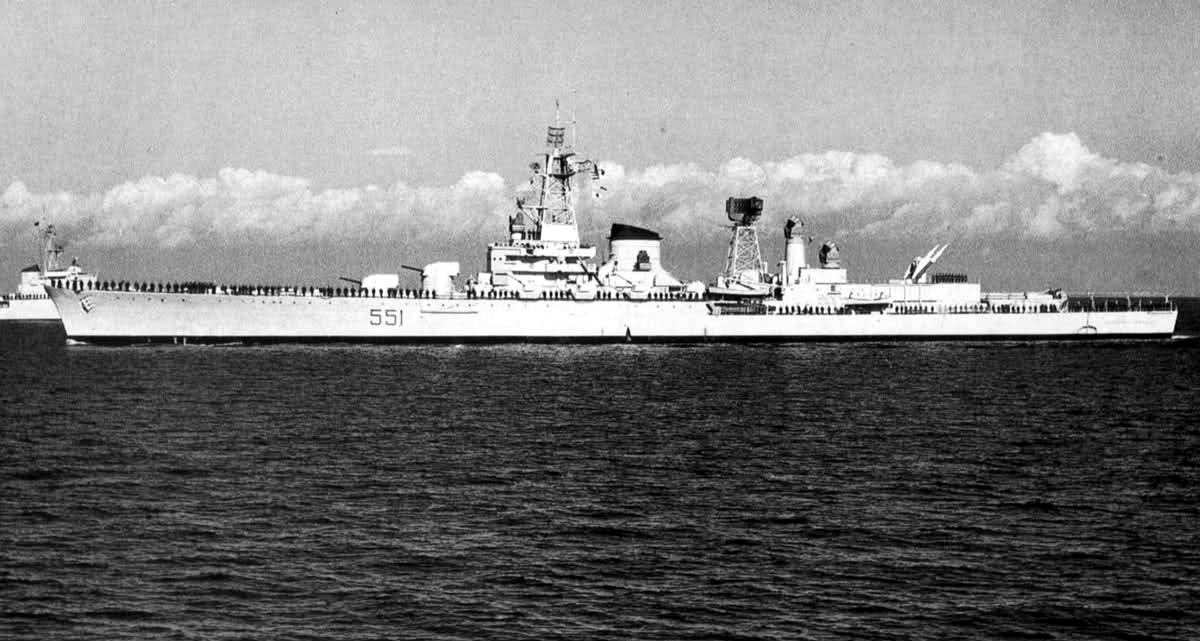
Il Garibaldi all'arrivo a Taranto dopo la ricostruzione

Al termine dei lavori di trasformazione il Garibaldi venne riconsegnato alla Marina Militare il 3 novembre 1961 raggiungendo la sua base operativa di Taranto il 5 febbraio 1962. Ai primi di settembre del 1962, dopo una prima serie di collaudi e prove eseguite in Italia, il Garibaldi venne inviato negli Stati Uniti per una crociera di rappresentanza e per la messa a punto definitiva delle sistemazioni missilistiche e il completamento della fase addestrativa. Nei primi giorni di novembre la nave si trasferì a San Juan di Portorico per eseguire lanci effettivi di armi avvenuti nelle acque del Mar dei Caraibi e dove l'11 Novembre 1962 vennero effettuate le prove di lancio, al largo di San Juan di Portorico, dei primi missili Terrier.

Il Garibaldi durante lancio di prova di un missile Terrier

Dal suo ritorno in Italia, avvenuto il 23 dicembre 1962, l'unità entrò a far parte integrante della Squadra Navale, sebbene subito dopo il rientro in servizio, nel 1963, fu necessario sottoporrla a nuovi lavori per allungare l'unico fumaiolo rimasto, per evitare che i gas di scarico interferissero con le nuove apparecchiature elettroniche di cui venne dotata; la sommità del fumaiolo, oltre che allungata, venne anche inclinata con l'adozione di una cappa per convogliare gli scarichi verso poppa. La bandiera di combattimento venne consegnata a Napoli il 10 giugno 1964, donata dal gruppo ANMI di Roma, che, con un'autocolonna di quasi mille aderenti, si recò nella città partenopea per consegnare il vessillo al comandante della nave, il capitano di vascello Aldo Baldini; alla cerimonia erano presenti il comandante in capo della Squadra Navale ammiraglio Alessandro Michelagnoli e il sottosegretario alla Difesa Natale Santero.
Il Garibaldi prestò servizio per dieci anni nella sua nuova configurazione, come unità sede comando della Squadra Navale, partecipando ad attività addestrative di vario tipo e di rappresentanza in Mediterraneo e oltreoceano. Il Garibaldi, cui venne assegnata la matricola "551", andò a ricoprire il ruolo di nave ammiraglia della Marina Militare rilevando in tale ruolo il gemello Duca degli Abruzzi. Il ruolo di portabandiera della flotta sarebbe stato ricoperto, ventiquattro anni dopo, con lo stesso nome e la stessa matricola, dalla portaerei leggera/incrociatore portaeromobili Giuseppe Garibaldi.

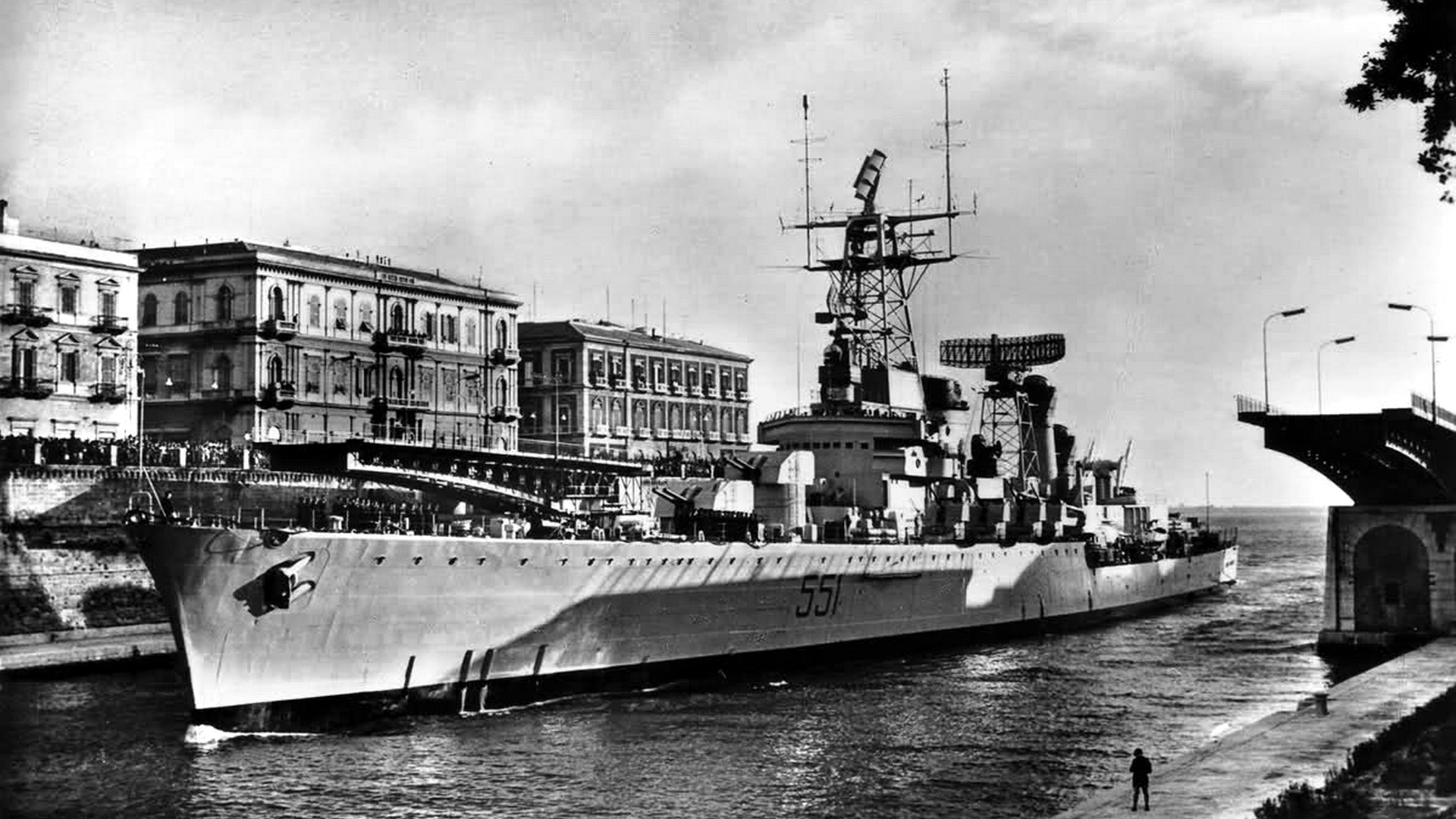
Il Garibaldi in transito attraverso il canale navigabile di Taranto

Il Garibaldi venne assegnato al 2º Gruppo navale d'altura della IIª Divisione Navale dislocato alla base di Taranto. Tra la fine del 1964 e il 1965 la nave venne sottoposta a lavori di manutenzione nel corso dei quali venne sostituita l'antenna del radar Argos 5000 con una nuova di disegno diverso e più leggera, allo scopo di diminuire la resistenza al vento tipica di antenne di dimensioni così grandi e venne realizzata una tughetta direttamente alla base della torre di comando. Nel corso di un altro ciclo di lavori di manutenzione, svolto tra il 25 agosto 1966 e il 20 aprile 1967 presso l'Arsenale della Spezia, venne sostituito il radar Microlambda SET-6B con il radar di navigazione e scoperta di superficie MM/SPQ-2 con portata di 50 chilometri di produzione italiana, venne modificato l'albero di trinchetto, costituito da un quadripode, rendendolo più compatto nella struttura superiore e l'alberetto di sostegno dei miragli per l'allineamento dei radar guidamissili per i Terrier spostato dall'estrema poppa dell'unità sulla zona terminale della tuga contenente i pozzi per i Polaris.

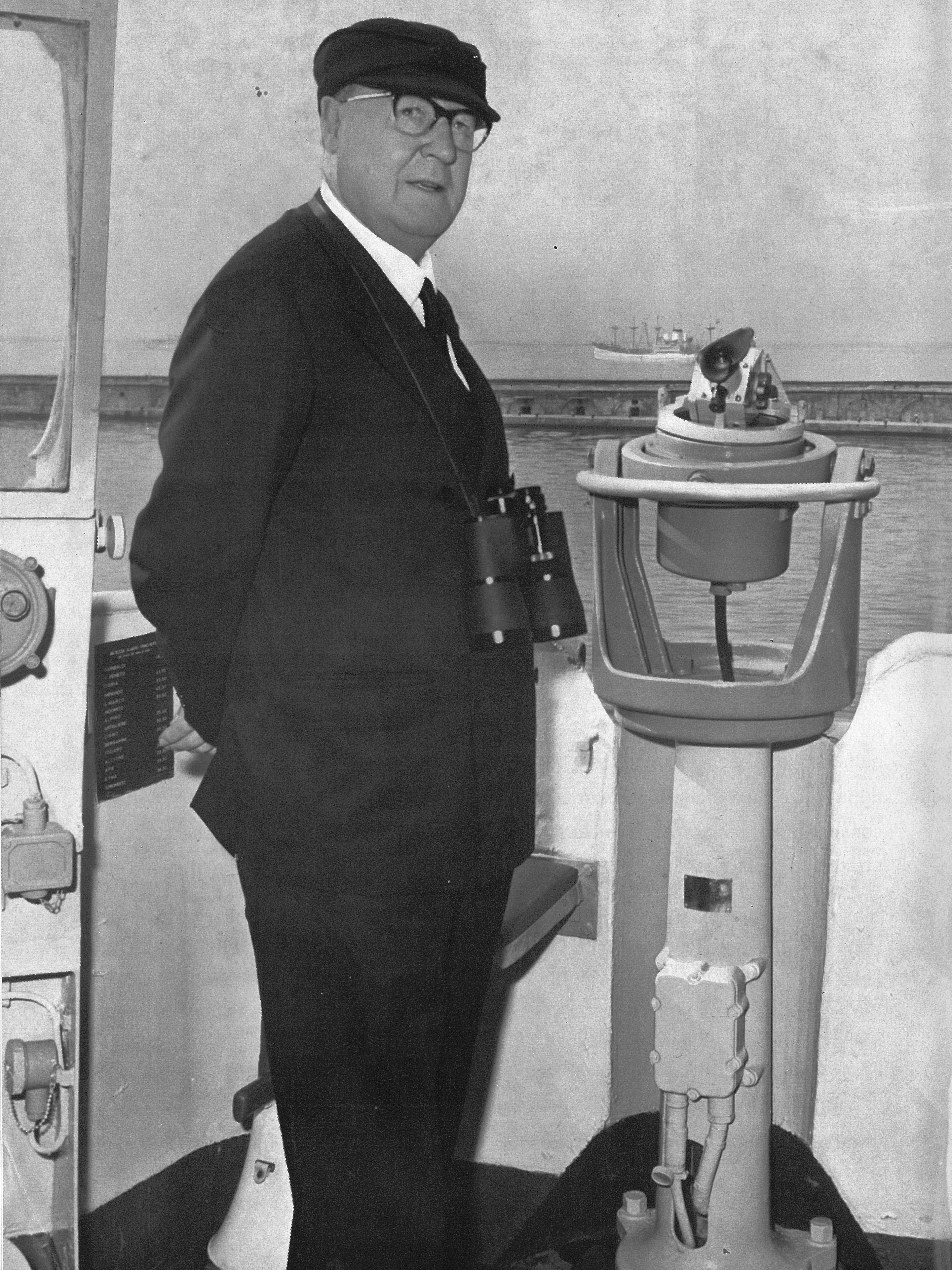
Il Presidente Saragat a bordo in occasione della rivista navale di Napoli

Il 4 giugno 1968 l'unità prese parte alla parata navale svolta nel golfo di Napoli nel quadro delle celebrazioni del 50º anniversario della vittoria nella I guerra mondiale, in quella che è stata la più grande parata navale dopo la seconda guerra mondiale. L'unità nell'occasione ospitò a bordo il Presidente della Repubblica Giuseppe Saragat, accompagnato dal ministro della Difesa Roberto Tremelloni, dal comandante in capo della squadra navale ammiraglio Giuseppe Roselli Lorenzini, dal Presidente del Consiglio Aldo Moro, dal Capo di stato maggiore della Difesa generale Guido Vedovato, dal capo di stato maggiore della Marina ammiraglio Alessandro Michelagnoli e da altre alte personalità politico-militari italiane e della NATO. Uscito dal porto di Napoli seguito dal San Giorgio, su cui avevano preso imbarco altre autorità civili e militari e tutti gli addetti navali e militari esteri accreditati presso il Governo italiano, nel corso della sfilata il Garibaldi navigò al largo del golfo in vista di Procida, di Ischia e di Capo Miseno, defilando lungo la rotta d'uscita a breve distanza dall'incrociatore Vittorio Veneto in avanzato stato di allestimento e destinato a rilevarne il ruolo di nave ammiraglia.

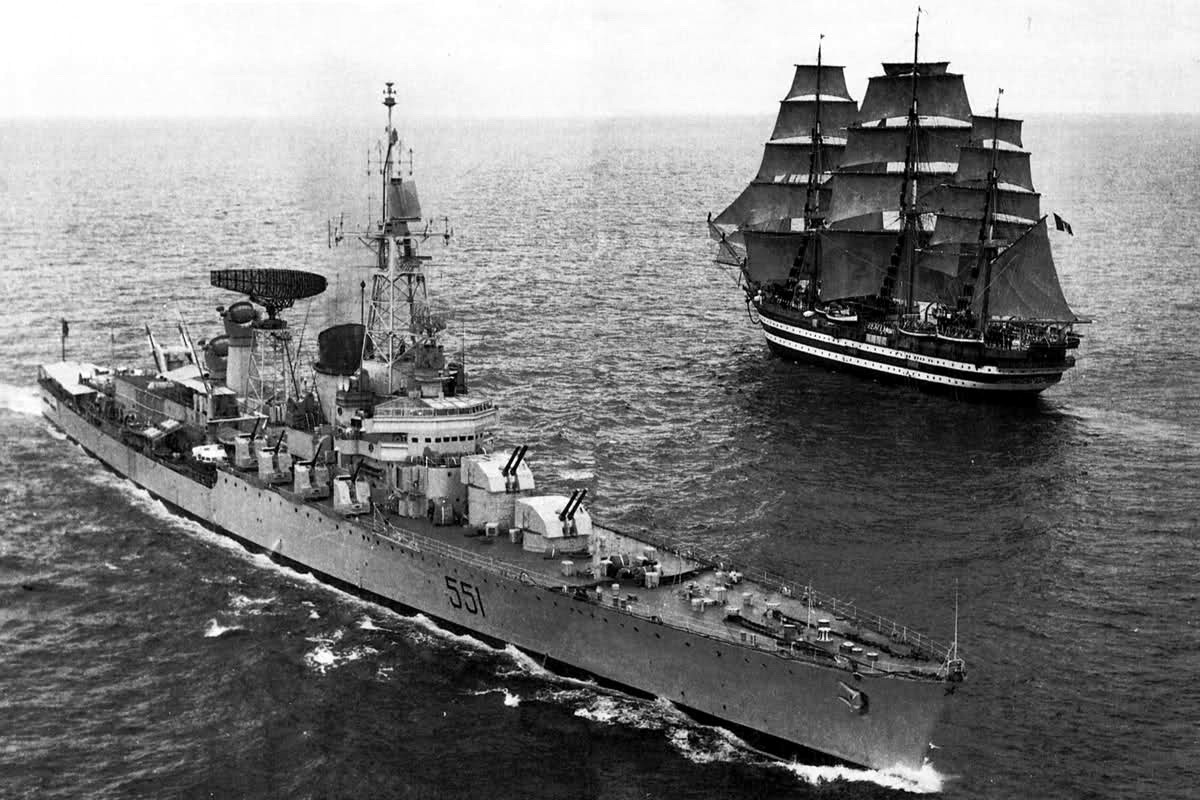
Il Garibaldi controbordo al Vespucci durante la parata navale nel golfo di Napoli

Il Garibaldi venne messo in disarmo il 20 febbraio 1971, non tanto a causa dell'età quanto per motivi di ordine economico che, all'inizio degli anni settanta, si evidenziarono in maniera preoccupante per il futuro della Marina Militare italiana. Nel febbraio 1970, in una conferenza stampa proprio a bordo del Garibaldi, l'allora comandante in Capo della Squadra Navale, ammiraglio Gino Birindelli, denunciò la crisi in cui versava la Marina Militare e lo stato di profondo malessere morale e materiale in cui si trovava il personale che vi operava. Le dichiarazioni di Birindelli scatenarono reazioni e prese di posizione a tutti i livelli e portarono la classe politica a risolvere in maniera salomonica il problema dei salari, mantenendolo nei limiti del bilancio ordinario annuale; per effetto di queste restrizioni il nuovo capo di Stato Maggiore della Marina ammiraglio Virgilio Spigai fu costretto, persistendo la carenza finanziaria, a ritirare dal servizio il naviglio più anziano e più oneroso da mantenere, tra cui l'incrociatore Garibaldi, ad appena dieci anni dal suo rientro in servizio dopo la conversione in unità lanciamissili.

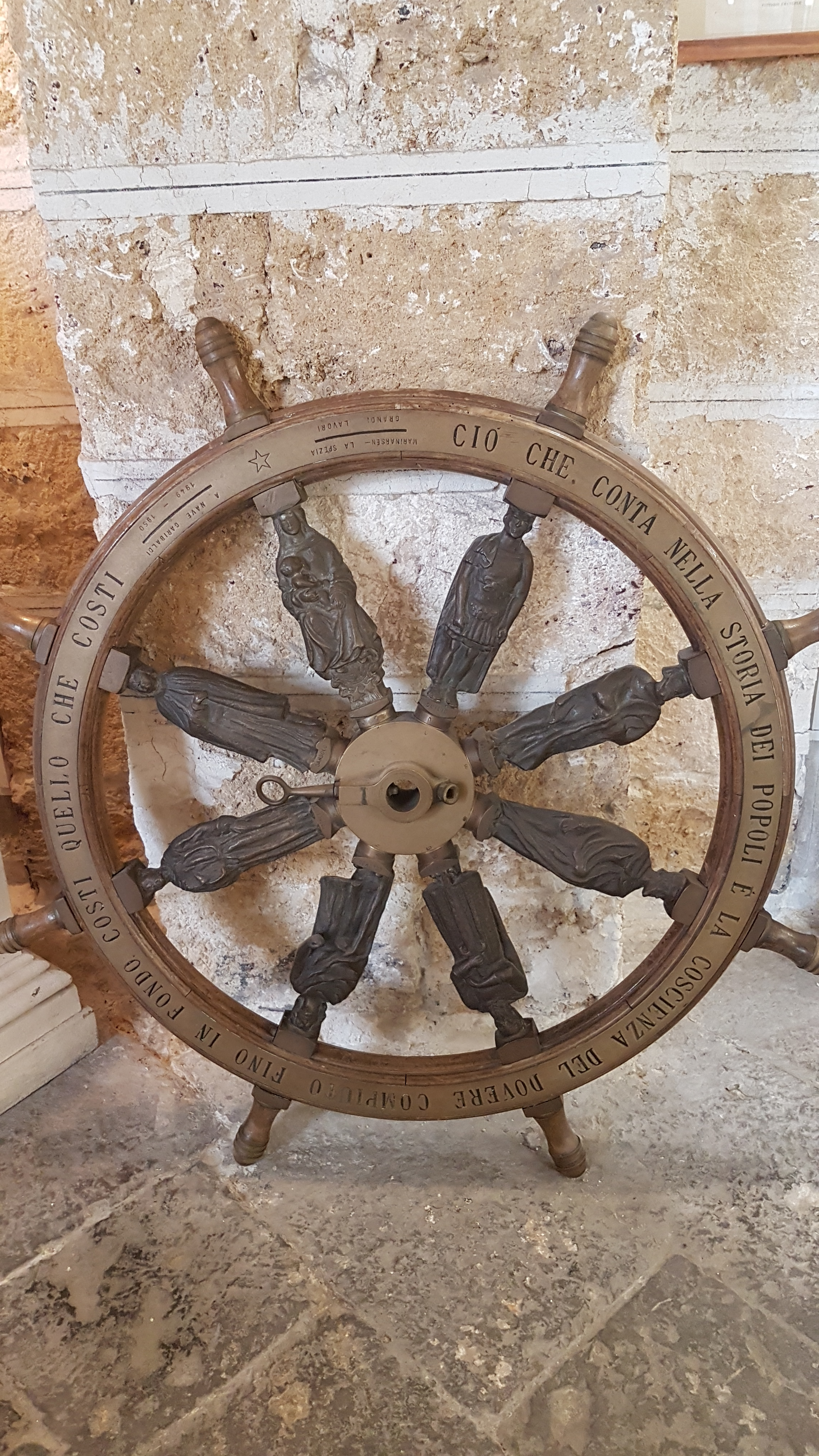
La ruota del timone a caviglie del Garibaldi, conservata alla Mostra storica arsenale di Taranto

La ricostruzione del Garibaldi si rivelò secondo molti critici inutile e costosa, in particolare alla luce del mancato utilizzo dei missili Polaris e, poi, dell'anticipata radiazione. Proprio per il suo breve secondo servizio, l'unità era nelle condizioni adatte alla sua utilizzazione come nave museo, vista anche la sua grande storia: oltre ad aver partecipato alla seconda guerra mondiale era stato il primo incrociatore lanciamissili europeo, la prima unità di superficie al mondo a essere predisposta per il lancio di missili balistici e la prima grande unità italiana del dopoguerra – rappresentava, a tutti gli effetti, il primo decisivo passo della Marina Militare italiana verso un processo di modernizzazione. La trasformazione in nave museo dell'unità non ebbe però esito e il Garibaldi fu ufficialmente radiato il 16 novembre 1976. Già parzialmente smantellato dopo la sua messa in disarmo, lo scafo fu infine demolito alla Spezia a partire dal settembre 1978 a cura dei Cantieri del Tirreno di Genova. 
Le due bandiere di combattimento che l'unità ha ricevuto sono conservate in due cofanetti al Sacrario delle Bandiere del Vittoriano.

### Annotazioni
1. ↑  La sola nave di superficie statunitense su cui venne prevista la presenza di missili balistici fu l'incrociatore USS Long Beach, il cui progetto di costruzione presentava la possibilità di installare otto tubi di lancio per missili Polaris a centronave; il progetto tuttavia fu poi abbandonato. Vedi (EN) CGN 9 Long Beach (ex-CGN 160, CLGN 160), su globalsecurity.org. URL consultato il 15 settembre 2021 (archiviato il 25 agosto 2021).

### Fonti
1. 1 2 3 4 5 6 7  (EN) Condottieri type 5th group light cruisers (Lugi di Savoia Duca degli Abruzzi, 1937), su navypedia.org. URL consultato il 17 settembre 2021 (archiviato il 17 settembre 2021).
2. 1 2 3 4   Giuseppe Garibaldi - Incrociatore leggero, su marina.difesa.it. URL consultato il 16 settembre 2021 (archiviato l'11 luglio 2021).
3. ↑  Da Frè, pp. 300, 302.
4. 1 2 3 4 5  Da Frè, p. 302.
5. ↑   Sebastiano Tringali, L'aviazione Navale Italiana, su regiamarina.net. URL consultato il 24 ottobre 2008 (archiviato dall'url originale il 24 marzo 2008).
6. ↑  (EN) RIN Abruzzi Class - Italian warships of WW2, su world-war.co.uk. URL consultato l'8 gennaio 2019.
7. ↑   Cannoni & Munizioni, su regiamarinaitaliana.it. URL consultato il 3 febbraio 2008 (archiviato dall'url originale il 16 giugno 2014).
8. ↑  (EN) Italian 152 mm/55 (6") Models 1934 and 1936, su navweaps.com. URL consultato il 19 febbraio 2008 (archiviato il 27 febbraio 2008).
9. ↑  (EN) Italy 100 mm/47 (3.9") Models 1924, 1927 and 1928, su navweaps.com. URL consultato il 13 settembre 2021 (archiviato l'11 maggio 2016).
10. ↑  (EN) Italian 90 mm/50 (3.5") Model 1939, su navweaps.com. URL consultato il 19 febbraio 2008 (archiviato il 18 febbraio 2008).
11. ↑  (EN) Italian 37 mm/54 (1.5") Models 1932, 1938 and 1939, su navweaps.com. URL consultato il 19 febbraio 2008 (archiviato il 27 febbraio 2008).
12. ↑  (EN) Italian 13.2 mm/75.7 (0.52") MG Model 1931, su navweaps.com. URL consultato il 19 febbraio 2008 (archiviato il 26 febbraio 2008).
13. ↑   Giuseppe Garibaldi 551, su naviearmatori.net. URL consultato il 23 settembre 2021 (archiviato il 10 ottobre 2021).
14. ↑   Occupazione dell'Albania, su digilander.libero.it. URL consultato il 13 settembre 2021 (archiviato il 12 marzo 2011).
15. ↑  Giorgerini, pp. 12-13.
16. ↑  Giorgerini, pp. 171-172.
17. ↑   La battaglia di Punta Stilo, su digilander.libero.it. URL consultato il 13 settembre 2021 (archiviato il 22 agosto 2021).
18. ↑  Giorgerini, p. 454.
19. ↑   Operazione Hats, su regiamarina.net. URL consultato il 15 dicembre 2007 (archiviato dall'url originale l'11 marzo 2009).
20. ↑  Giorgerini, pp. 205-206.
21. ↑  Rocca, pp. 48-49.
22. ↑  Giorgerini, p. 249.
23. ↑  Giorgerini, pp. 286-287, 297-310.
24. ↑  Giorgerini, p. 314.
25. ↑   La strage dei convogli, su regiamarinaitaliana.it. URL consultato il 13 dicembre 2007 (archiviato dall'url originale il 28 marzo 2007).
26. ↑  (EN) HMS Upholder (N 99), su uboat.net. URL consultato il 14 settembre 2021 (archiviato il 22 luglio 2017).
27. ↑  Bragadin, p. 165.
28. ↑  Per Giorgerini, p. 475, il siluramento avvenne il 28 luglio.
29. ↑   I mesi dei disastri, su regiamarinaitaliana.it. URL consultato il 13 dicembre 2007 (archiviato dall'url originale il 30 agosto 2009).
30. ↑  (EN) HMS Utmost (N 19), su uboat.net. URL consultato il 14 settembre 2021 (archiviato il 21 gennaio 2021).
31. ↑  Bragadin, p. 178.
32. ↑  Giorgerini, pp. 513-520.
33. ↑  Giorgerini, pp. 375-377.
34. ↑  Giorgerini, p. 524.
35. ↑  (EN) Abruzzi Class Light Cruiser, su world-war.co.uk. URL consultato il 23 settembre 2021 (archiviato il 10 ottobre 2021).
36. ↑   Incrociatore leggero Giuseppe Garibaldi, su trentoincina.it. URL consultato il 15 settembre 2021 (archiviato il 22 agosto 2021).
37. ↑  Bragadin, pp. 334-335.
38. ↑  (EN) HMS Simoom (P 225), su uboat.net. URL consultato il 14 settembre 2021 (archiviato il 12 febbraio 2021).
39. ↑  Bragadin, pp. 375-381.
40. ↑  Bagnasco, p. 392.
41. 1 2  Bagnasco, pp. 476-477.
42. 1 2 3 4 5 6 7 8 9 10 11 12 13 14   L'incrociatore lanciamissili Giuseppe Garibaldi, su tuttostoria.net. URL consultato il 18 settembre 2018 (archiviato il 18 settembre 2018).
43. ↑  Cosentino & Brescia, p. 28.
44. ↑   Luigi Cadorna - Incrociatore leggero, su marina.difesa.it. URL consultato il 23 settembre 2021 (archiviato l'11 luglio 2021).
45. ↑   Raimondo Montecuccoli - Incrociatore torpediniere, su marina.difesa.it. URL consultato il 23 settembre 2021 (archiviato il 10 luglio 2021).
46. ↑  Cosentino & Brescia, p. 41.
47. ↑  (EN) British 20 mm/70 (0.79") Mark II, su navweaps.com. URL consultato il 14 settembre 2021 (archiviato il 7 agosto 2008).
48. ↑  (EN) Italian 20 mm/65 Models 1935, 1939 and 1940, su navweaps.com. URL consultato il 19 febbraio 2008 (archiviato il 26 febbraio 2008).
49. ↑  Cosentino & Brescia, p. 42.
50. ↑   La Marina Militare negli anni '50, su marina.difesa.it. URL consultato il 19 gennaio 2008 (archiviato il 31 gennaio 2008).
51. ↑  Cosentino & Brescia, pp. 51-52.
52. ↑  Cernuschi, pp. 21-22.
53. ↑  Cosentino & Brescia, p. 18.
54. 1 2 3 4 5  Cosentino & Brescia, p. 85.
55. ↑  Cosentino & Brescia, p. 56.
56. 1 2 3 4 5 6 7 8   Giuseppe Garibaldi - Incrociatore lanciamissili, su marina.difesa.it. URL consultato il 16 settembre 2021 (archiviato il 12 luglio 2021).
57. ↑  Cernuschi, pp. 24-25.
58. ↑  Cosentino & Brescia, p. 88.
59. ↑  Cosentino & Brescia, p. 16.
60. 1 2  Cosentino & Brescia, p. 89.
61. ↑  Cosentino & Brescia, p. 100.
62. ↑  Cosentino & Brescia, pp. 96-97.
63. 1 2 3  Cosentino & Brescia, p. 90.
64. ↑  (EN) USS George Washington (SSBN-598), su hazegray.org. URL consultato il 10 marzo 2008 (archiviato il 3 marzo 2008).
65. ↑  Cernuschi, pp. 40-45.
66. ↑  Cosentino & Brescia, p. 156.
67. ↑   Claudio Censori, La sfida dello spazio, su treccani.it. URL consultato il 15 settembre 2021 (archiviato il 15 settembre 2021).
68. 1 2  Cosentino & Brescia, p. 95.
69. ↑   Cannoni & Munizioni, su regiamarinaitaliana.it. URL consultato il 3 febbraio 2008 (archiviato dall'url originale il 16 giugno 2014).
70. 1 2  (EN) Italian 135 mm/45 (5.3") Models 1937 and 1938, su navweaps.com. URL consultato il 19 febbraio 2008 (archiviato il 18 febbraio 2008).
71. 1 2  (EN) Italy 76 mm/62 (3") M.M.I., su navweaps.com. URL consultato il 19 febbraio 2008 (archiviato il 18 febbraio 2008).
72. ↑   Navi Militari Italiane, su sullacrestadellonda.it. URL consultato il 26-11-2008 (archiviato dall'url originale il 4 ottobre 2007).
73. 1 2  Cosentino & Brescia, pp. 114-115.
74. ↑   Rivista navale alla presenza del capo dello Stato nel cinquantenario della vittoria (PDF), in Notiziario della marina, 6 bis, 4 giugno 1968. URL consultato il 15 settembre 2021 (archiviato il 22 agosto 2021).
75. 1 2   Giuseppe Garibaldi, su naviecapitani.it. URL consultato il 18 settembre 2021 (archiviato il 18 settembre 2021).
76. ↑   La crisi della Marina Militare degli anni '70, su marina.difesa.it. URL consultato il 16 gennaio 2008 (archiviato il 31 gennaio 2008).
77. ↑   Guido Barbazza, Riuscirà mai l'Italia ad avere una nave museo?, su informazionimarittime.com. URL consultato il 15 settembre 2021 (archiviato il 15 settembre 2021).